# Xã Woodland, Quận Wright, Minnesota
Xã Woodland (tiếng Anh: Woodland Township) là một xã thuộc quận Wright, tiểu bang Minnesota, Hoa Kỳ. Năm 2010, dân số của xã này là 1.082 người.